# París-Roubaix 1896
La 1ª edición de la París-Roubaix tuvo lugar el 19 de abril de 1896 y fue ganada por un alemán, Josef Fischer. La prueba contaba con 280 kilómetros y el vencedor la finalizó en 9h 17' con 30.162 km/h de media. Tomaron la salida 51 corredores de los que 45 eran profesionales y 6 eran amateurs. La carrera fue creada el mismo año que la París-Tours.

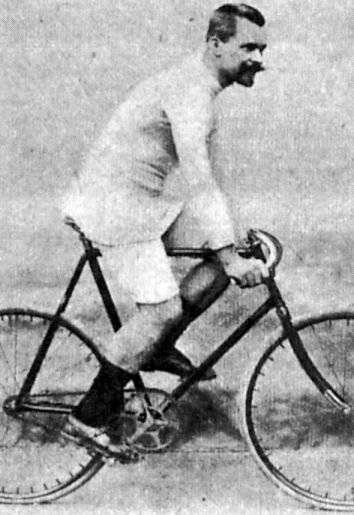
Josef Fischer, vencedor de la primera edición de la París-Roubaix, en 1896

## Clasificación final
|    | Ciclista             | Equip | Temps        |
| -- | -------------------- | ----- | ------------ |
| 1  | Josef Fischer        | -     | 9h 17' 00"   |
| 2  | Charles Meyer        | -     | + 25' 00"    |
| 3  | Maurice Garin        | -     | + 28' 00"    |
| 4  | Arthur Linton        | -     | + 45' 00"    |
| 5  | Lucien Stein         | -     | + 1h 01' 00" |
| 6  | Boinet               | -     | + 1h 01' 50" |
| 7  | Emile Van Berendonck | -     | + 1h 07' 50" |
| 8  | Henri Aries          | -     | + 1h 43' 00" |
| 9  | Gaston Pachot        | -     | + 2h 02' 00" |
| 10 | Pierre Mercier       | -     | + 2h 16' 00" |